# Почаївський листок
Поча́ївський листок — духовно-просвітницьке та інформаційне друковане видання Свято-Успенської Почаївської лаври у формі одного листка (в окремих випадках у формі брошюри, що складається з багатьох почаївських листків). Видається українською та російською мовою та безкоштовно розповсюджується серед вірян Почаївською лаврою у духовно-просвітницьких цілях.  

## Історія
Був заснований 1887 року за благословінням священноархімандрита Почаївської лаври Палладія (Ганкевича), архієпископа Волинського та Житомирського (1885–1889 роки) у формі щонедільного журналу. Він видавався за монастирські кошти і призначався для релігійно-морального повчання простому народу. У ньому були матеріали релігійно-церковного характеру. 
Перед Першою світовою війною деякі монахи лаври стали членами «Союзу російського народу», тому в «Почаївському листку» в той час стало міститься багато матеріалів у дусі даної політичної організації. Однак священноархімандрит лаври архієпископ Волинський і Житомирський Антоній (Храповицький) не підтримував ці тенденції.
При радянській владі, яка конфіскувала у лаври друкарню, Почаївський листок не видавався. Тому його видавництво відновилося у 1990-ті роки.

## Зміст
Теми Почаївських листків в основному релігійно-духовної спрямованості і є дуже різноманітними. Наприклад: 
- роз'яснення загальних духовних питань («Абетка для тих, хто починає духовне життя», «Як провести день по-божому?», «Чи існує часткова благодать?», «Сповідь із коментарями», «Про сьому заповідь» та інші),
- церковне просвітництво («Натільний хрест і хресне знамення», «Свята Православна Церква попереджує», «Як готуватися до Святого Причастя», «Чому ми почитаємо святі ікони», «Звідки взялися нецерковні свята» та інші),
- гострі теми життя і здоров'я людини («Узаконене вбивство», «Самогубство - пряма дорога в пекло», «Про гріх куріння», «Десять гірких грон п'янства», «Наркоманія» та інші),
- дається оцінка сучасним викликам людства («Небезпека мультфільмів», «Зарплата по електронним карткам - крок у прірву електронного концтабору!», «Гаррі Поттер очима православних», «Ідентифікаційний номер не обов'язковий!», «Телевізор - духовний вбивця» та інші),
- національно-патріотичні проблеми («Земляки-інакодумці, схаменіться!», «Слово-відповідь нашим землякам - "щирим патріотам!"», «Наклепи чи патріотизм? З'ясуймо!!!», «Яку віру прийняв св.Володимир Великий»),
- відношення до інших релігійних конфесій («Чому світове Православ'я не визнає київського патріархату?», «Євангельські християни. Баптисти», «Святі отці про єресь латинства(про католицтво)», «Священне Письмо заперечує секту "свідків Ієгови". Так чиї ж вони свідки?», «Обережно, секта! Адвентисти сьомого дня або суботники» та інше),
- апостасійні та апокаліптичні проблеми («Преподобний Лаврентій Чернігівський про останні часи (1868-1950)», «Про печать антихриста», «Но ізбави нас от лукавого!», «Богомудрі старці про останні часи», «Священноначаліє Руської Православної Церкви про останні часи» та інші).

Також у листках друкувалися повчання і житія святих.